# 深澤秀行
深澤秀行（日語：深澤 秀行，1970年11月30日—），日本作曲家、編曲家。出身於東京都。

## 人物
小學二年級時開始學習鋼琴，中學開始接觸合成器、爵士鼓、吉他、貝斯樂器。現在的主力在动画與遊戲音樂上。
2010年與中山信彦一起成立電子音樂團體。

## 作品

### 動畫
- 幕末機關說（2006年－2007年）
- 逮捕令 全速前進（2007年－2008年）
- 小雙俠（2008年－2009年）
- Vividred Operation（2013年）
- 惡之華（2013年）
- Fate/stay night [Unlimited Blade works]（2014年－2015年）
- 超能旺達（2016年－2017年）
- 活擊 刀劍亂舞（2017年）
- 从漫画了解！Fate/Grand Order（2018年）
- 東京24區（2022年）
- ORIENT 東方少年（2022年）

### 遊戲
- 鬼武者2（2002年）
- カオス レギオン（日语：混亂軍團）（2003年）
- 新鬼武者（2006年）
- 機動戰士GUNDAM Target in Sight（日语：機動戦士ガンダム Target in Sight）（2006年）
- 魔物獵人Frontier Online（2007年）
- 魔物獵人攜帶版（2008年）
- 街頭霸王IV（2008年）
- 超級街頭霸王Ⅳ（2010年）
- MARVEL VS. CAPCOM 3 Fate of Two Worlds（日语：MARVEL VS. CAPCOM 3 Fate of Two Worlds）（2011年）
- ULTIMATE MARVEL vs. CAPCOM 3（2011年）
- 快打旋風 X 鐵拳（2012年）
- 魔法使之夜（2012年）
- 魔物獵人FrontierG（2013年）
- 柏青哥 惡魔獵人4（2013年）
- 街頭霸王IV（2014年）
- Fate/stay night [Réalta Nua]（2014年）
- Fate/Grand Order（2016年）
- 街頭霸王V（2016年）
- 月姬 -A piece of blue glass moon-（2021年）

### OVA
- （2009年）
- （2011年）
- Fate/stay night [Unlimited Blade works]-sunny day-（2015年）

### 電影
- 劇場版 Fate/Grand Order -神聖圓卓領域卡美洛-（2020年）

### 廣播劇CD
- Fate/stay night Original Soundtrack&Drama CD Garden of Avalon-glorious, after image (2016年)

### 音樂劇PV
- （2012年）
- （2018年）

## 外部連結
- Hideyuki Fukasawa Sound and Noise （页面存档备份，存于） （日語）
- 深澤秀行的X（前Twitter）
- officewithout （页面存档备份，存于）